# Adelayo Adedayo
Adelayo Adedayo, née le 18 décembre 1988 à Manchester en Angleterre, est une actrice britannique.

## Filmographie
- 2007 : The Bill (série télévisée) : Estelle Makobi
- 2010 : Skins (série télévisée, 1 épisode) : Andrea
- 2011 : M.I.High (série télévisée) : agent Suki
- 2011 : Sket : Kerry
- 2013 : Chance Meeting (court métrage)
- 2013 : Gone Too Far : Paris
- 2014 : Law & Order: UK (série télévisée) : Kayla (5 épisodes)
- 2012-2014 : Some Girls (en) (série télévisée) : Viva Bennett (18 épisodes)
- 2015 : Closure (court métrage) : Bene
- 2016 : Stan Lee's Lucky Man (série télévisée) : Grace
- 2016 : Houdini and Doyle (mini-série) : Winnie
- 2016 : Jet Trash : Adeze
- 2017 : Conspiracy (Unlocked) : Noma
- 2017 : Support (court métrage) : Rachel
- 2017 : Timewasters (série télévisée) : Lauren (7 épisodes)
- 2018 : In the Long Run (série télévisée) : Cynthia
- 2018 : Origin (série télévisée) : Agnes 'Lee' Lebachi (9 épisodes)
- 2022 : The Responder (série télévisée) : Rachel (10 épisodes)